# MovieBeam
MovieBeam est un service de vidéo à la demande lancé à l'origine par la Walt Disney Company en septembre 2003. Les films sont envoyés sans fil chez le souscripteur du service sous la forme de données numériques compressées dans les ondes des émissions analogiques du réseau de stations PBS et décodées par un décodeur spécifique. Les données étaient compressées à l'aide de la technologie dNTSC vendue par Dotcast. Plus de 10 films récents sont transmis chaque semaine dans le décodeur qui contient aussi des bandes-annonces et des bonus.
La société a été achetée le 13 mars 2007 par Movie Gallery mais en décembre elle ferme le service.

## Historique
Disney avait lancé le service fin septembre 2003 en version d'essai dans trois zones des États-Unis, Jacksonville (Floride), Spokane (Washington) et Salt Lake City,, le service devant être étendu durant l'année 2004. Ce service a été arrêté en avril 2005 pour devenir un vrai service commercial.
La société a été reformée autour de plusieurs investisseurs à partir de janvier 2006 dont Walt Disney Company, Cisco Systems, Intel Corporation, Mayfield Fund et Norwest Venture Partners. En janvier Disney transforme son ancienne filiale en partenariat financier. Le 14 février 2006, Disney, Cisco, Intel et leur partenaires annoncent officiellement avoir investi 48,5 millions d'USD,,. Cisco avait toutefois dévoilé l'information dès le 7 février.
Le 13 mars 2007, Movie Gallery rachète MovieBeam pour 10 millions de $. Ce prix est à comparer avec la recréation de la société en 2006 pour 50 millions et les 70 millions investis par Disney durant les premières années. La raison vient de la complexité technique devenu obsolète avec l'internet haut-débit. Le 5 décembre 2007, Movie Gallery contacte les clients de MovieBeam pour annoncer la fermeture du service dès le 15 décembre. 
Le 11 juillet 2008, Valuable Group achète la marque MovieBeam.

## Service
La boîte décodeur est fournie en échange du paiement d'une somme initiale (une caution et une activation) et aucune somme n'est demandée ensuite pour la location. (La somme était en décembre 2006 de 99,99 $). Ensuite l'utilisateur doit payer les films à la location. Le prix varie de 1,99 $ pour un film ancien en définition standard à 4,99 $ pour un film récent en HD. La location de films expire 24 heures après le début de la période de location.
La boîte contient un système matériel assez récent comprenant :
- le HDMI
- des sorties vidéos dont DVI
- des sorties coaxiales et numériques
- un port USB et un port Ethernet (non activés par défaut)

Afin de bénéficier du HD en 720p, il est nécessaire d'utiliser les connexions HDMI ou DVI
La boîte MovieBeam se connecte aux serveurs par liaison téléphonique afin de procéder au paiement des films loués. Cette connexion peut ne pas fonctionner pour les lignes VOIP selon la qualité de la connexion. Seules 31 zones métropolitaines américaines sont couvertes